# Зажигіно (Архангельська область)
Зажигіно (рос. Зажигино) — присілок в Каргопольському районі Архангельської області Російської Федерації.
Населення становить 6 осіб. Органом місцевого самоврядування до 2020 року було Каргопольське муніципальне утворення.

## Історія
Від 1937 року належить до Архангельської області.
Від 2004 року належить до муніципального утворення Каргопольське муніципальне утворення.

## Населення
| 2002 | 2010 | 2012 | 2014 | 2016 |
| ---- | ---- | ---- | ---- | ---- |
| 7    | →7   | →7   | ↘5   | ↗7   |